# Okidaitō-jima
Okidaitō-jima (沖大東島), autrefois appelée Rasa (ラサ島), est une île de la mer des Philippines qui fait partie des îles Daitō, dans l'archipel Nansei au Japon.
L'île a une superficie de 1,147 km2; dénuée d'arbres et sans population permanente, elle dépend du village de Kitadaitō (北大東村, Kitadaitō-son) dans le district de Shimajiri, préfecture d'Okinawa.

## Géographie
Okidaitō-jima fait partie de l'archipel des îles Daitō qui se situe à 350 km à l'est d'Okinawa. Les îles de Kita-Daitō et Minami-Daitō sont les plus larges en superficie de l'archipel et sont proches géographiquement tandis que la plus petite, Oki-Daitō, se situe à 150 km au sud des deux autres. 
Okidaito-jima possède un climat subtropical avec des étés chauds et des hivers doux. Les précipitations sont importantes durant l'année, avec février comme mois le plus sec et juin le plus humide. L'île est sujette à des typhons.

## Histoire
L'île a été accostée pour la première fois par le navigateur espagnol Bernardo de la Torre le 25 septembre 1543, durant un voyage visant à rejoindre la Nouvelle Espagne à partir des Philippines avec le San Juan Letran.

## Mine de phosphate
L'île de 115 hectares a été exploitée par la Rasa Island Phosphate Ore Compagny, dans le but d'obtenir de la phosphorite, entre 1911 et 1945. L'exploitation a été stoppée à la fin de la Seconde Guerre mondiale et l'île demeure inhabitée. Elle est ensuite utilisée par la marine américaine comme zone de tir interdite au public.

### Articles connexes

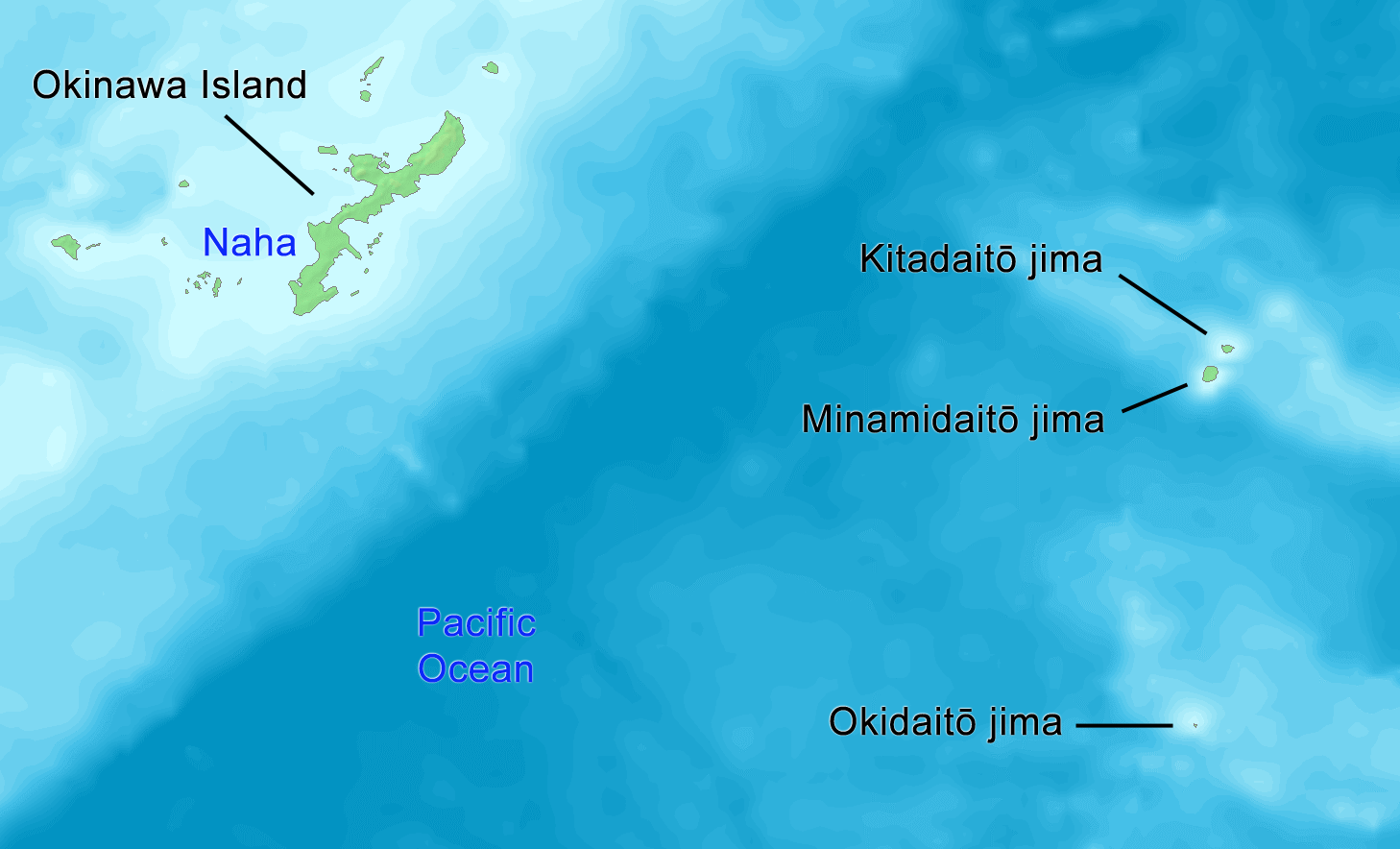
Situation d'Okidaitō.